# Amphicnemis gracilis
Amphicnemis gracilis är en trollsländeart som beskrevs av Krüger 1898. Amphicnemis gracilis ingår i släktet Amphicnemis och familjen dammflicksländor. Inga underarter finns listade i Catalogue of Life.